# Brooklyn Park (Minnesota)
Brooklyn Park és una població dels Estats Units a l'estat de Minnesota. Segons el cens del 2008 tenia 71.308 habitants.

## Demografia
Segons el cens del 2000, Brooklyn Park tenia 67.388 habitants, 24.432 habitatges, i 17.346 famílies. La densitat de població era de 998,4 habitants per km².
Dels 24.432 habitatges en un 39,2% hi vivien nens de menys de 18 anys, en un 54,6% hi vivien parelles casades, en un 12,1% dones solteres, i en un 29% no eren unitats familiars. En el 22% dels habitatges hi vivien persones soles el 3,7% de les quals corresponia a persones de 65 anys o més que vivien soles. El nombre mitjà de persones vivint en cada habitatge era de 2,75 i el nombre mitjà de persones que vivien en cada família era de 3,26.
Per edats la població es repartia de la següent manera: un 28,8% tenia menys de 18 anys, un 9,7% entre 18 i 24, un 34,9% entre 25 i 44, un 20,9% de 45 a 60 i un 5,6% 65 anys o més.
L'edat mediana era de 32 anys. Per cada 100 dones de 18 o més anys hi havia 95,8 homes.
La renda mediana per habitatge era de 56.572 $ i la renda mediana per família de 64.297 $. Els homes tenien una renda mediana de 41.276 $ mentre que les dones 30.729 $. La renda per capita de la població era de 23.199 $. Entorn del 3,8% de les famílies i el 5,1% de la població estaven per davall del llindar de pobresa.

## Poblacions més properes
El següent diagrama mostra les poblacions més properes.